# Путистін Михайло Федорович
Михайло Федорович Путистін (рос. Михаил Федорович Путистин, 11 січня 1906, Москва — 27 червня 1981, Київ) — радянський футболіст, півзахисник.
Насамперед відомий виступами за «Динамо» (Київ).

## Біографія
Народився 11 січня 1906 року в Москві.
Вихованець московського РППК (нині — «Торпедо»), в якому грав з моменту заснування клубу в 1924 році.
З 1936 року захищав кольори «Динамо» (Київ). Там він зіграв у першому чемпіонаті СРСР і здобув срібні медалі турніру.
Згодом знаходився під арештом.
На початку німецько-радянської війни німецьке командування звільняло з полону українців, так додому повернувся і Путистін. За умов окупаційного режиму, що запанував у Києві, кожен футболіст мусив стати до праці, щоб, передусім, вижити та не бути звинуваченим у саботажі. Путистін залишився в Києві і влаштувався майстром в їдальні.
Згодом був учасником футбольних поєдинків в окупованому Києві в липні-серпні 1942 року в складі команди «Старт», один з яких згодом назвали «матч смерті».

Могила Михайла Путистіна та його родини, Байкове кладовище

18 серпня 1942 року футболістів, в тому числі і Путістіна, заарештували. На футболістів донесли, що команда «Динамо» була у віданні НКВС, а її гравці числилися в штаті НКВС і мали військові звання.
В жовтні 1943 року Путистіна відправили на вантажні роботи на завод «Більшовик», з яких 5 жовтня йому вдалося втекти і навіть вибратися з Києва.
Помер у 75-річному віці 27 червня 1981 року в Києві. Похований разом із родиною на Байковому кладовищі.

## Досягнення
- Срібний призер чемпіонату СРСР: 1936 (весна)
- Чемпіон УРСР: 1936